# Bacelarella machadoi
Espèce
Bacelarella machadoi est une espèce d'araignées aranéomorphes de la famille des Salticidae.

## Distribution
Cette espèce est endémique d'Angola. Elle se rencontre vers les chutes de la Luisavo.

## Description
La carapace de la femelle holotype mesure 2,0 mm de long sur 1,5 mm et l'abdomen 2,7 mm de long sur 2,0 mm.

## Systématique et taxinomie
Cette espèce a été décrite par Wesołowska et Wiśniewski en 2023.

## Étymologie
Cette espèce est nommée en l'honneur d'António de Barros Machado.

## Publication originale
- Wesołowska & Wiśniewski, 2023 : « A contribution to thiratoscirtines from Central Africa with description of new genera and species (Araneae: Salticidae: Thiratoscirtina). » Annales Zoologici, vol. 73, no 3, p. 375-387.